# Maurice Faure

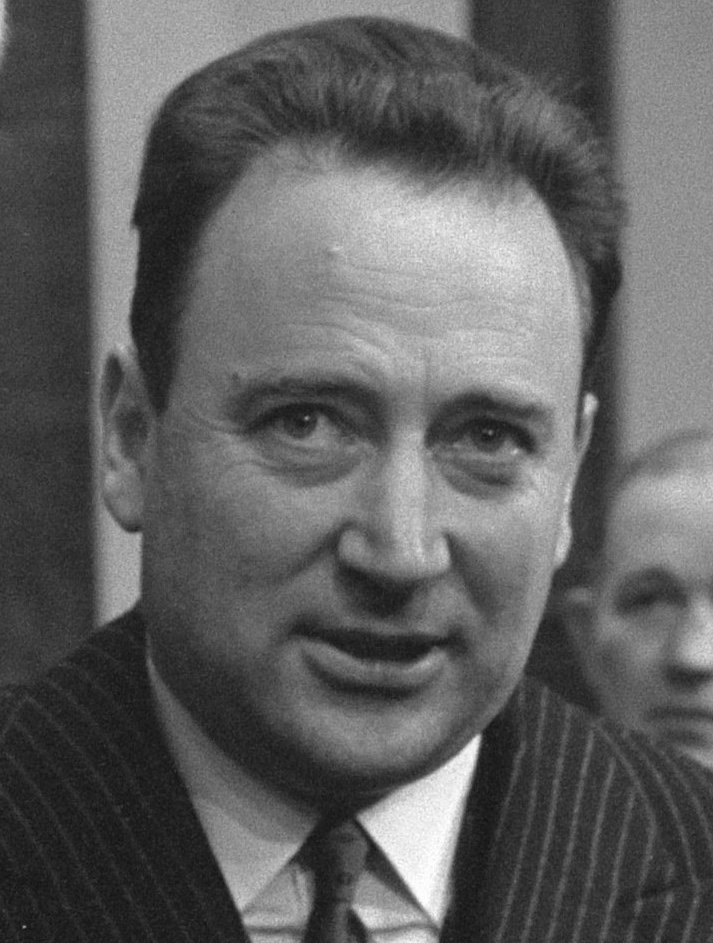
Maurice Faure (1963)

Maurice Faure ([fɔʀ]; * 2. Januar 1922 in Azerat, Département Dordogne; † 6. März 2014 in Cahors, Département Lot) war ein französischer Politiker. In den 1960er-Jahren war er Vorsitzender der linksliberalen Parti radical, nach deren Spaltung Mitglied des Mouvement des radicaux de gauche (MRG).
Faure war ein Vorkämpfer eines vereinten Europas. Er war Mitunterzeichner der Römischen Verträge, Präsident der Europäischen Bewegung International sowie von 1959 bis 1981 Mitglied des Europäischen Parlaments. Von 1983 bis 1988 war er französischer Senator. Zudem hatte er – jeweils für kurze Zeit – verschiedene Ministerämter inne. Von 1989 bis 1998 war er Verfassungsrichter am französischen Conseil constitutionnel.

## Leben
Faure war der Sohn eines Lehrers und einer Schulleiterin. Er besuchte das Gymnasium in Périgueux und studierte anschließend Recht, Geschichte und Geographie in Bordeaux und Toulouse. Er promovierte zum Dr. jur. und legte das Staatsexamen in den Fächern Geschichte und Geographie ab. Faure wurde im Anschluss Lehrer sowohl am Gymnasium als auch am Institut für Politische Studien in Toulouse. Nach der militärischen Niederlage Frankreichs gegen das Deutsche Reich schloss sich Faure der französischen Résistance an und beteiligte sich aktiv am Widerstand.

### Nationale Politik
Nach dem Krieg wurde Faure Mitglied der Radikalen Partei. Von 1947 bis 1951 hatte er Funktionen in Ministerien verschiedener von den Radikalen geführten Regierungen, u. a. als persönlicher Referent (chef de cabinet) bei Maurice Bourgès-Maunoury. 1951 wurde er mit 29 Jahren der damals jüngste Abgeordnete der Nationalversammlung und unterstützte den Beitritt Frankreichs zur Europäischen Gemeinschaft für Kohle und Stahl. Von 1953 bis 1955 war er Generalsekretär der Partei und wurde zum Gegenspieler von Pierre Mendès France. Unter Außenminister Christian Pineau war Faure von Februar 1956 bis Mai 1958 Staatssekretär. Faure war mehrfach Minister: Im Mai 1958 war er vier Tage lang der jüngste Innenminister des Landes, anschließend zwei Wochen lang Minister für europäische Institutionen im Kabinett Pflimlin (kurze Amtszeiten von Regierungen waren in der Vierten Republik häufig).
In der Fünften Republik war Faure von 1960 bis 1967 war Fraktionsvorsitzender der oppositionellen Entente démocratique bzw. des Rassemblement démocratique, in denen vorwiegend Abgeordnete der Parti radical und Unabhängige des Mitte-links-Spektrums saßen. Von 1961 bis 1965 und erneut von 1969 bis 1971 war er Vorsitzender seiner Partei. Diese spaltete sich 1973 in einen linken und einen rechten Flügel, Faure schloss sich dem Mouvement des radicaux de gauche (MRG) an, das mit Sozialisten und Kommunisten die Linksunion unter François Mitterrand bildete. Bis 1981 saß er weiterhin in der Nationalversammlung.
Nach der Wahl Mitterrands zum Staatspräsidenten amtierte Faure vom 22. Mai bis zum 23. Juni 1981 als Justizminister unter Pierre Mauroy. Nach der Parlamentswahl im Juni 1981 kehrte er in die Nationalversammlung zurück und übernahm bis 1983 den Vorsitz im außenpolitischen Ausschuss. Von 1983 bis 1988 fungierte Faure als Senator für das Département Lot. Vom 12. Mai 1988 bis 22. Februar 1989 war er unter Michel Rocard Minister für Wohnungsbau im Rang eines Ministre d’État (d. h. einer der höchstrangigen Minister).
Von 1989 bis 1998 war Faure Mitglied des französischen Verfassungsgerichts.

### Europapolitik

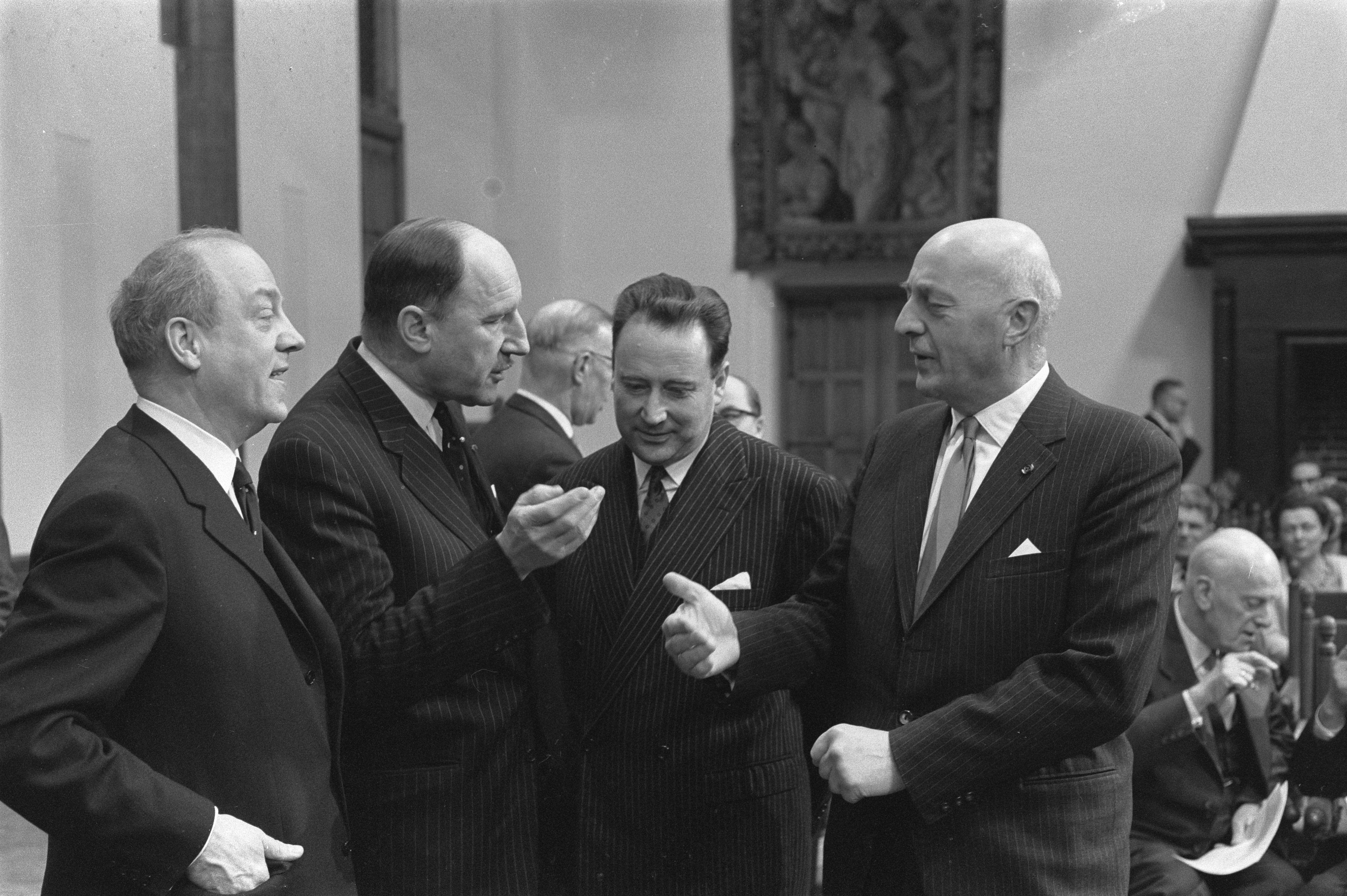
Faure (2. v. r.) mit Kurt Birrenbach, NATO-Generalsekretär Joseph Luns und EWG-Kommissar Sicco Mansholt (1963)

Maurice Faure spielte eine maßgebliche Rolle in der Anfangsphase der europäischen Gemeinschaft. Ab 1952 gehörte er der Gemeinsamen Versammlung der Europäischen Gemeinschaft für Kohle und Stahl (Montanunion) an. 1956 leitete er die französische Delegation bei der Regierungskonferenz für den Gemeinsamen Markt und Euratom in Brüssel. Als Staatssekretär unter Außenminister Christian Pineau unterzeichnete Faure 1957 die Römischen Verträge für Frankreich.
Von 1959 bis 1967 und erneut ab 1973 war er französischer Delegierter im damals noch indirekt gewählten Europäischen Parlament. Von 1961 bis 1968 war er Präsident der Europäischen Bewegung International. Nach der ersten Direktwahl des Europäischen Parlaments 1979 gehörte er diesem noch bis 1981 an. Er saß in der Sozialdemokratischen Fraktion. Im Jahr 2007 wurde er zum Präsidenten des Ehrenkomitees zum 50-jährigen Jubiläum der Römischen Verträge ernannt.

### Kommunal- und Regionalpolitik

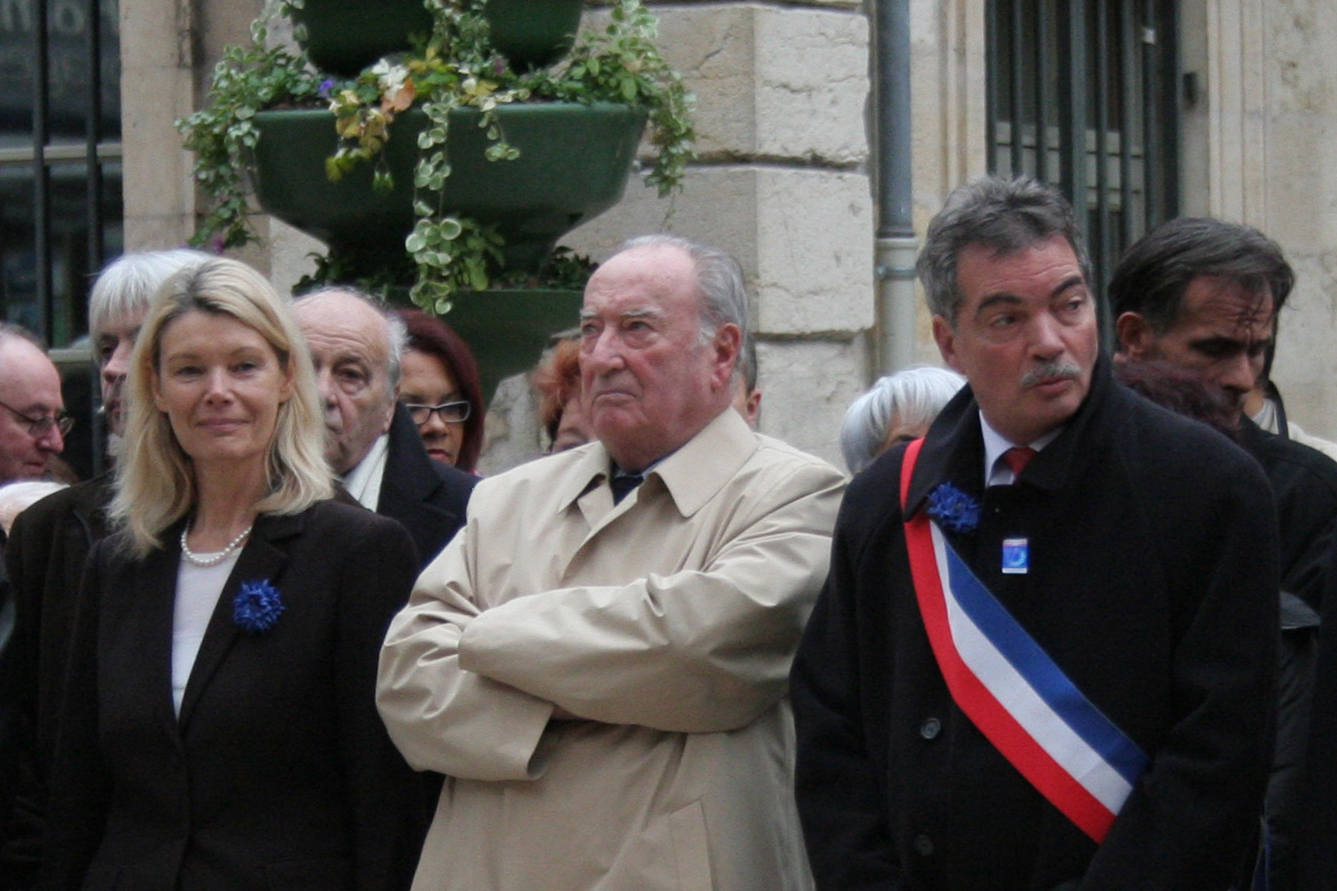
Maurice Faure (Mitte) mit Dominique Orliac und Marc Lecuru am Gedenktag für den Waffenstillstand, 11. November 2007 in Cahors

Von 1953 bis 1965 war Faure Bürgermeister der kleinen Gemeinde Prayssac im südfranzösischen Département Lot. Von 1965 bis 1990 war er Bürgermeister der Stadt Cahors. Von 1958 bis 1994 gehörte er dem Generalrat des Départements Lot an, von 1970 bis 1994 war er dessen Präsident. Von 1964 bis 1970 stand er der Kommission für regionale Wirtschaftsentwicklung der Region Midi-Pyrénées vor. Von 1974 bis 1978 war er erster Vizepräsident des Regionalrats von Midi-Pyrénées.

## Ehrungen
- 1957: Großes Goldenes Ehrenzeichen am Bande für Verdienste um die Republik Österreich[5]
- 2013: Kommandeur der Ehrenlegion[6]